# Reino Unido no Festival Eurovisão da Canção 2011
O Reino Unido participou no Festival Eurovisão da Canção 2011 em Düsseldorf, na Alemanha, o envio de sua 54ª entrada para o concurso. A British Broadcasting Corporation (BBC), a emissora responsável pela entrada do Reino Unido, internamente selecionou a boy band de sucesso Blue para competir no Eurovisão, onde cantou a música "I Can". Sua seleção foi relatada em 29 de janeiro de 2011, e sua canção foi executada publicamente pela primeira vez em 11 de março.
Sendo um dos favoritos para ganhar a competição, o Reino Unido terminou em quinto lugar na votação do público da final com 166 pontos e em 11º no 50/50 júri dividido, recebendo um total de 100 pontos a partir de 25 de 43 votos. Se tivesse apenas o júri decidindo o resultado, "I Can" teria terminado em 22º lugar. Pouco tempo após o concurso a entrada foi vista entre os dez primeiros na parada de downloads do iTunes em vários países da Eurovisão.